# Ägyptisches Heer
Das Ägyptische Heer (arabisch الجيش المصري, DMG El Geish el Masry) ist mit 310.000 Mitgliedern die größte Teilstreitkraft der Streitkräfte Ägyptens. Generalstabschef der Armee ist aktuell Generalleutnant Osama Askar.

## Kommandostruktur
Die Kommandostruktur des Heeres organisiert sich in drei Armee-Hauptquartiere in Kairo (Generalstab und 1. Armee), Ismailia (2. Armee) und Sues (3. Armee).
Ihnen unterstellt sind unter anderem vier Panzerdivisionen, acht mechanisierte Infanteriedivisionen, eine Infanteriedivision, drei Luftlandebrigaden und fünfzehn Artilleriebrigaden.

## Ausrüstung
Das Heer ist mit einer großen Anzahl an Kampfpanzern für einen konventionellen Landkrieg in der Wüste ausgerüstet. Viele Waffensysteme, besonders solche, die noch von der UdSSR geliefert wurden, gelten jedoch als veraltet. Das Heer modernisiert seine Ausrüstung seit Jahrzehnten durch modernere US-amerikanische Waffensysteme.

### Fahrzeuge

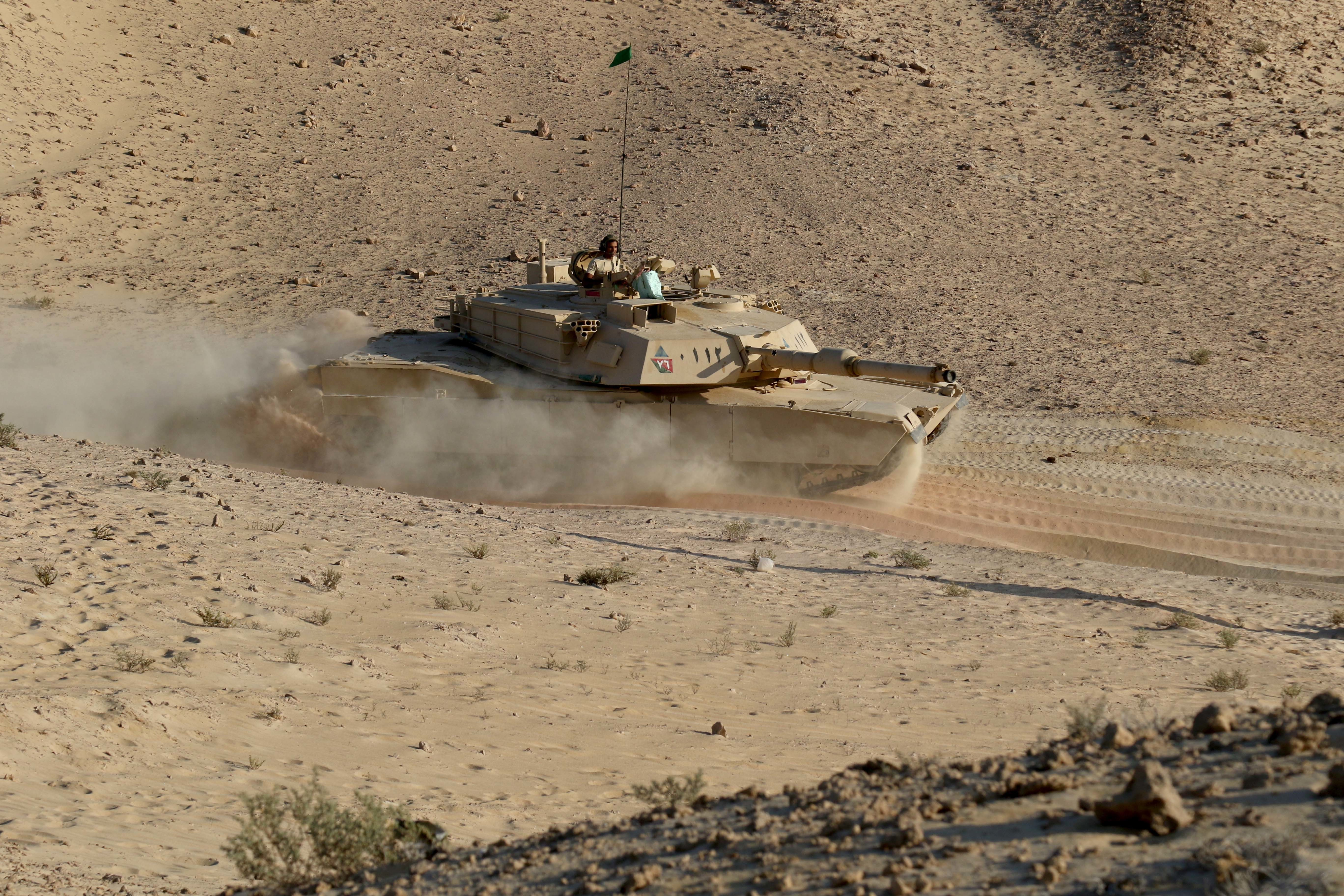
Ägyptischer M1 Abrams vor der Übung Bright Star 18 zusammen mit den US-Streitkräften

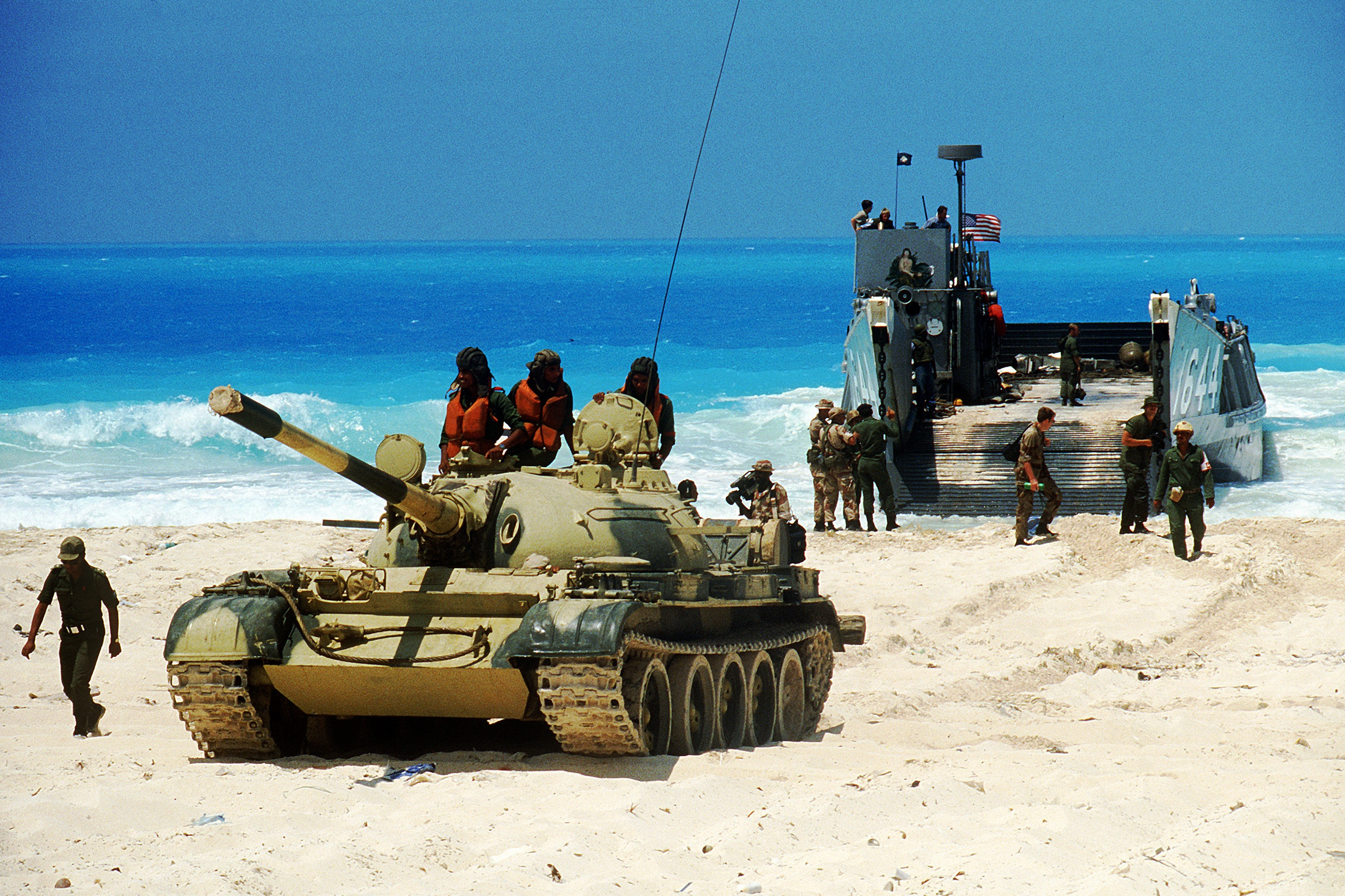
T-55 Kampfpanzer des Ägyptischen Heeres fährt von einem Landungsschiff der US-Streitkräfte bei der Übung Bright Star 85

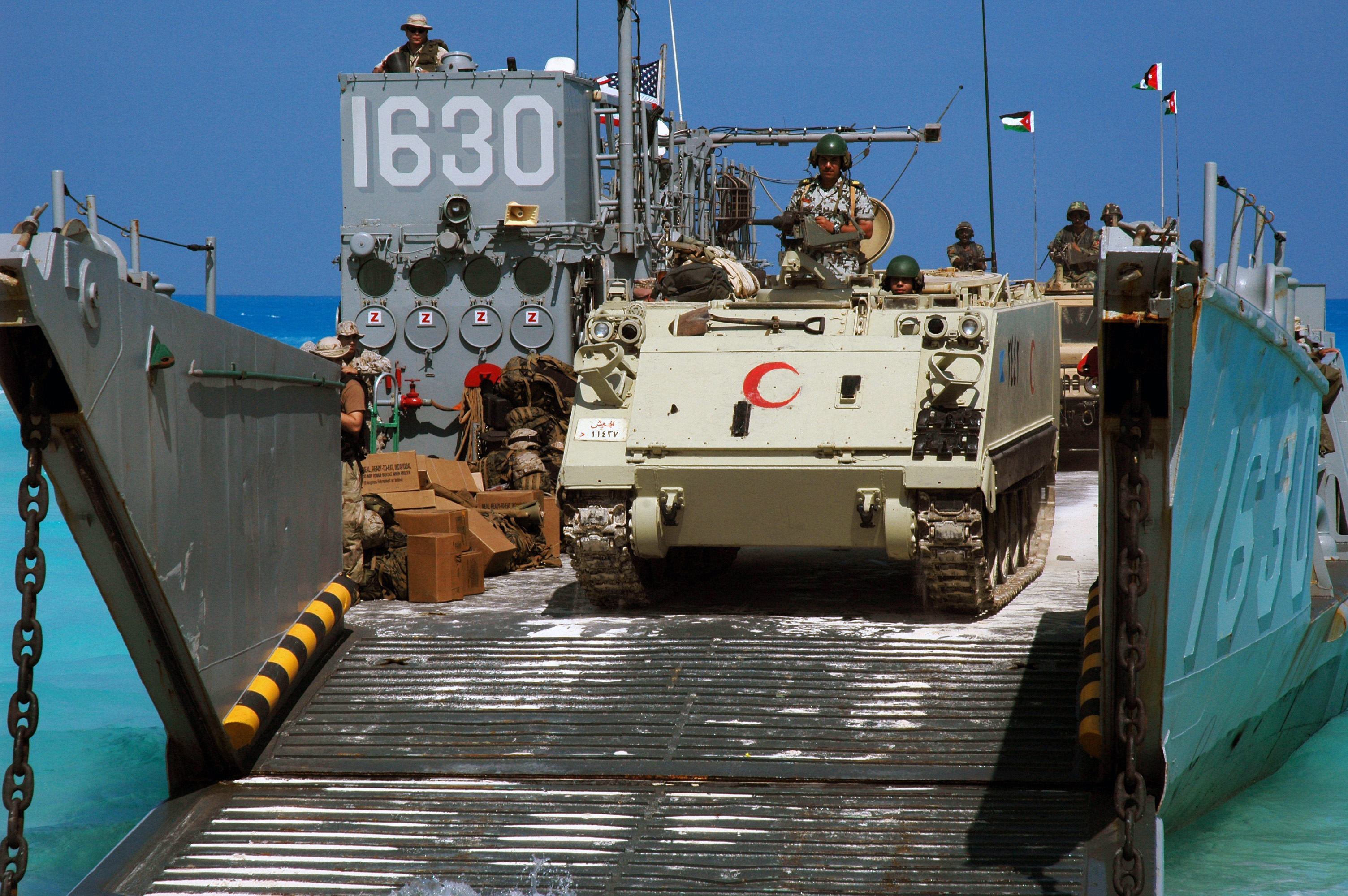
M113 auf einem Schiff der United States Navy

| Typ                   | Herkunft                       | Funktion                           | Version              | Anzahl  | Anmerkungen                                                       |
| --------------------- | ------------------------------ | ---------------------------------- | -------------------- | ------- | ----------------------------------------------------------------- |
| M1 Abrams             | Vereinigte Staaten             | Kampfpanzer                        | A1                   | 1130    |                                                                   |
| M60                   | Vereinigte Staaten             | Kampfpanzer                        | A1 A3                | 300 850 |                                                                   |
| T-62                  | Sowjetunion                    | Kampfpanzer                        |                      | 200     | Weitere 300 eingelagert                                           |
| T-54 T-55             | Sowjetunion                    | Kampfpanzer Bergepanzer            |                      |         | 840 Panzer eingelagert                                            |
| BRDM-2                | Sowjetunion                    | Spähpanzer                         |                      | 300     |                                                                   |
| Commando Scout        | Vereinigte Staaten             | Spähpanzer                         |                      | 112     |                                                                   |
| AIFV                  | Vereinigte Staaten Niederlande | Schützenpanzer                     | YPR-765              | 390     |                                                                   |
| BMP-1                 | Sowjetunion                    | Schützenpanzer                     |                      | 300     | Weitere dieser Panzer werden als Sinai-200 in Ägypten produziert. |
| M113                  | Vereinigte Staaten             | Mannschaftstransporter Bergepanzer | M113 M113 ARV        | 2000+   |                                                                   |
| BTR-50                | Sowjetunion                    | Mannschaftstransporter             |                      | 500     |                                                                   |
| OT-62 TOPAS           | Polen Tschechoslowakei         | Mannschaftstransporter             |                      | 200     |                                                                   |
| Pegaso BMR            | Spanien                        | Mannschaftstransporter Bergepanzer | BMR-600P BMR 3560.55 | 250+    |                                                                   |
| BTR-60                | Sowjetunion                    | Mannschaftstransporter             |                      | 250     |                                                                   |
| Fahd                  | Ägypten                        | Mannschaftstransporter Bergepanzer | Fahd Fahd 240        | 410+    |                                                                   |
| Walid                 | Ägypten                        | Mannschaftstransporter             |                      | 650     |                                                                   |
| BAE Caiman            | Vereinigte Staaten             | Geschütztes Fahrzeug               |                      | 535     |                                                                   |
| Reva                  | Südafrika                      | Geschütztes Fahrzeug               | III V                |         |                                                                   |
| RG-33                 | Vereinigte Staaten             | Geschütztes Fahrzeug               | RG-33L RG-33 HAGA    | 360 89  |                                                                   |
| ST-500                | Ägypten                        | Geschütztes Fahrzeug               |                      |         |                                                                   |
| Panthera              | Vereinigte Arabische Emirate   | Mehrzweckfahrzeug                  | T6                   |         |                                                                   |
| Sherpa Light          | Frankreich                     | Mehrzweckfahrzeug                  | Scout                | 173     |                                                                   |
| ST-100                | Ägypten                        | Mehrzweckfahrzeug                  |                      |         |                                                                   |
| International MaxxPro | Vereinigte Staaten             | Bergepanzer                        | ARV                  | 12      |                                                                   |
| Bergepanzer 1         | Vereinigte Staaten             | Bergepanzer                        | A1 A2                | 220 90  |                                                                   |
| M578                  | Vereinigte Staaten             | Bergepanzer                        |                      | 45      |                                                                   |
| MTU                   | Sowjetunion                    | Brückenlegepanzer                  | ? MTU-20             |         |                                                                   |
| Aardvark JSFU         | Vereinigtes Königreich         | Minenräumpanzer                    | Mk 4                 |         |                                                                   |

### Artillerie

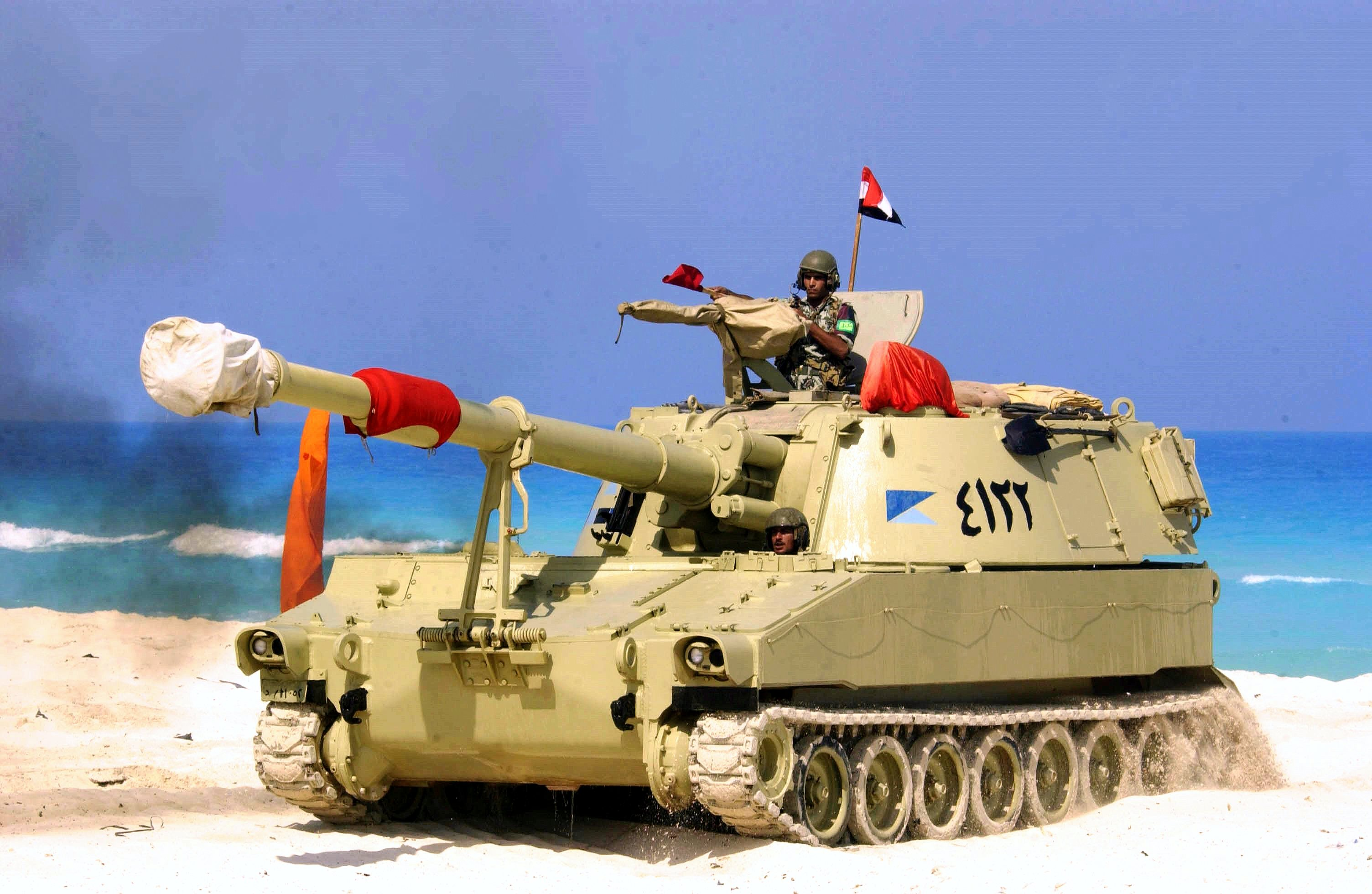
Ägyptischer M109 während der Übung Bright Star

| Typ              | Herkunft            | Kaliber          | Version                             | Anzahl           | Anmerkungen                                              |
| Panzerartillerie | Panzerartillerie    | Panzerartillerie | Panzerartillerie                    | Panzerartillerie | Panzerartillerie                                         |
| ---------------- | ------------------- | ---------------- | ----------------------------------- | ---------------- | -------------------------------------------------------- |
| SP122            | Ägypten             | 122 mm           |                                     | 124              |                                                          |
| M109             | Vereinigte Staaten  | 155 mm           | A2 A5                               | 164 204          |                                                          |
| Haubitzen        |                     |                  |                                     |                  |                                                          |
| D-30             | Sowjetunion         | 122 mm           | M                                   | 190              | Ein paar Systeme dienen als Panzerartillerie             |
| M-30             | Sowjetunion         | 122 mm           |                                     | 300              |                                                          |
| 155 GH 52 APU    | Finnland            | 155 mm           |                                     | 16               |                                                          |
| Kanonen          |                     |                  |                                     |                  |                                                          |
| M1931/37         | Sowjetunion         | 122 mm           |                                     | 36               |                                                          |
| M-46             | Sowjetunion         | 130 mm           |                                     | 420              | Ein paar Exemplare wurden als Panzerartillerie ausgebaut |
| Raketenwerfer    |                     |                  |                                     |                  |                                                          |
| BM-21            | Sowjetunion Ägypten | 122 mm           | BM-11 BM-21 Sakr-10 Sakr-18 Sakr-36 | 96 60 50 100     |                                                          |
| K136             | Südkorea            | 130 mm           |                                     | 36               |                                                          |
| BM-14            | Sowjetunion         | 140 mm           |                                     | 32               |                                                          |
| MLRS             | Vereinigte Staaten  | 227 mm           |                                     | 26               |                                                          |
| BM-24            | Sowjetunion         | 240 mm           |                                     |                  | 48 Systeme eingelagert                                   |
| Panzermörser     |                     |                  |                                     |                  |                                                          |
| M106             | Vereinigte Staaten  | 81 mm 107 mm     | M125A2 M106A1 M106A2                | 50 65 35         |                                                          |
| M1064            | Vereinigte Staaten  | 120 mm           | A3                                  | 36               |                                                          |
| Mörser           |                     |                  |                                     |                  |                                                          |
|                  |                     | 82 mm            |                                     | 500              |                                                          |
| M1943            | Sowjetunion         | 120 mm           |                                     | 1800             |                                                          |
| Thomson-Brandt   | Frankreich          | 120 mm           |                                     | 48               |                                                          |
| M-160            | Sowjetunion         | 160 mm           |                                     | 30               |                                                          |

### Panzerabwehrwaffen
| Typ                   | Herkunft                       | Version              | Anzahl               | Anmerkungen                               |
| Panzerabwehrfahrzeug  | Panzerabwehrfahrzeug           | Panzerabwehrfahrzeug | Panzerabwehrfahrzeug | Panzerabwehrfahrzeug                      |
| --------------------- | ------------------------------ | -------------------- | -------------------- | ----------------------------------------- |
| M901                  | Vereinigte Staaten             |                      | 52                   |                                           |
| AIFV                  | Vereinigte Staaten Niederlande | YPR-765 Prat         | 300                  |                                           |
| HMMWV                 | Vereinigte Staaten             |                      |                      | ausgestattet mit TOW-2                    |
| Panzerabwehrlenkwaffe |                                |                      |                      |                                           |
| 9K11 Maljutka         | Sowjetunion                    | 9K11 HJ-73           |                      | manche Exemplare sind auf BRDM-2 montiert |
| RK-3 Corsar           | Ukraine                        |                      |                      | berichtet                                 |
| MILAN                 | Frankreich Deutschland         |                      |                      |                                           |
| Stugna-P              | Ukraine                        |                      |                      | berichtet                                 |
| BGM-71 TOW            | Vereinigte Staaten             | TOW-2                |                      |                                           |

### Flugabwehrwaffen
| Typ            | Herkunft            | Funktion         | Version           | Anzahl |
| -------------- | ------------------- | ---------------- | ----------------- | ------ |
| 9K32 Strela-2  | Sowjetunion Ägypten | MANPADS          | Ayn al-Saqr       |        |
| 9K38 Igla      | Sowjetunion         | MANPADS          | Igla-S            |        |
| FIM-92 Stinger | Vereinigte Staaten  | Flugabwehrrakete |                   |        |
| ZSU-23-4       | Sowjetunion Ägypten | Flugabwehrpanzer | ZSU-23-4 Sinai-23 | 120 45 |
| ZSU-57-2       | Sowjetunion         | Flugabwehrpanzer |                   | 40     |
| ZPU-4          | Sowjetunion         | Maschinengewehr  |                   | 300    |
| SU-23          | Sowjetunion         | Flugabwehrkanone |                   | 200    |
| S-60           | Sowjetunion         | Flugabwehrkanone |                   | 200    |

### Sonstige Waffensysteme
| Typ                | Herkunft            | Funktion           | Version | Anzahl |
| ------------------ | ------------------- | ------------------ | ------- | ------ |
| FROG               | Sowjetunion         | Kurzstreckenrakete | FROG-7  | 9      |
| Sakr-80            | Ägypten             | Kurzstreckenrakete |         | 24     |
| R-17               | Sowjetunion         | Boden-Boden-Rakete |         | 9      |
| BAE Systems SkyEye | Vereinigte Staaten  | Aufklärungsdrohne  |         |        |
| ASN-209            | Volksrepublik China | Aufklärungsdrohne  |         |        |